# جيرمان فلاميريش
جيرمان فلاميريش (بالإسبانية: Germán Suárez Flamerich) (و. 1907 – 1990 م) هو محامي، ودبلوماسي من فنزويلا . ولد في كراكاس . تولى منصب رئيس فنزويلا (27 نوفمبر 1950–2 ديسمبر 1952)، وعضو مجلس نواب فنزويلا .
توفي في كراكاس .

## التعليم
تعلم في جامعة فنزويلا المركزية.
| المناصب السياسية          | المناصب السياسية         | المناصب السياسية          |
| ------------------------- | ------------------------ | ------------------------- |
| سبقه كارلوس دلغادو شالبود | رئيس فنزويلا 1950 - 1952 | تبعه ماركوس بيريز خيمينيز |